# James Bay (sångare)
James Michael Bay, född 4 september 1990 i Hitchin, Hertfordshire, är en engelsk singer-songwriter och gitarrist. Han är mest känd för sin låt "Hold Back the River" som har sålt platina i fyra länder.